# Monkton (Vermont)
Monkton è una città degli Stati Uniti d'America, nella contea di Addison, nello Stato del Vermont. La popolazione era di 1.980 abitanti nel censimento del 2010.